# Munkebäck, Landskrona kommun
Munkebäck är en bebyggelse i Tofta socken i  Landskrona kommun, Skåne län. SCB avgränsade här från 1990 till 2023 en småort. Vid avgränsningen 2023 hade antalet invånare ökat så den istället klassades som en tätort.